# 葡萄牙七鰓鰻
葡萄牙七鰓鰻（學名：Lampetra lusitanica），為圓口綱七鰓鰻目七鰓鰻科七鰓鰻屬的一種，被IUCN列為極危保育類動物，分布於歐洲葡萄牙淡水流域，體長可達13.3公分，棲息在沙石底質的溪流，非寄生型，因棲地破壞，導致族群數量受威脅。